# Alfonsas Kupšys
Alfonsas Kupšys (* 1951) ein litauischer Schachspieler und Schachfunktionär.

## Leben
Nach dem Abitur an der Mittelschule absolvierte Kupšys 1994 das Diplomstudium der Hydrotechnik an der Lietuvos žemės ūkio akademija in Kaunas und wurde Ingenieur und Hydrotechniker. Danach arbeitete er als Ingenieur im Unternehmen UAB "Vilniaus hidroprojektas" in Vilnius. Am 15. Februar 1986 debütierte Kupšys im Ostsee-Turnier (bei der 4. Tafel mit dem Team 6 belegte er den 11. Platz).  Seit 1996 leitete er als Präsident die Lietuvos korespondencinių šachmatų federacija. 1994 erreichte er die Elo-Zahl von 2105.
1994 wurde er zum Internationalen Fernschachmeister und 1999 zum Verdienten Internationalen Meister im Fernschach ernannt.
Seit 2011 trägt er den Titel Fernschachgroßmeister.
Kupšys ist verheiratet und hat drei Kinder.